# Thomas Pringle (Schriftsteller)

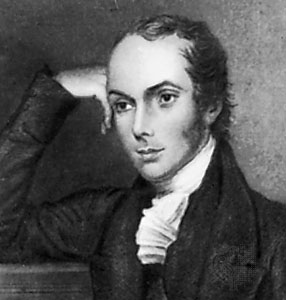
Thomas Pringle

Thomas Pringle (* 5. Januar 1789 in Blaiklaw, Kelso, Schottland; † 5. Dezember 1834 in London, England) war ein schottisch-südafrikanischer Schriftsteller, Dichter, Abolitionist und Menschenrechtsaktivist.

## Leben
Pringle wuchs in einer Bauernfamilie auf, er besuchte die Kelso Grammar School und studierte an der Universität von Edinburgh, wo er sein Talent zur Schriftstellerei entwickelte. Er arbeitete als Herausgeber für Zeitungen und Zeitschriften wie das Blackwood's Magazine, bevor er 1820 nach Südafrika auswanderte. Mit einer Gruppe Auswanderer ließ er sich in Bedford bei Cradock, das am Baviaans River liegt, nieder, wo er zwei Jahre lang lebte. Anschließend zog er nach Kapstadt und leitete dort die South Africa Library. Mit seinem Freund John Fairbairn etablierte er eine Akademie mit klassischen und kommerziellen Fächern und gründete den South African Journal, die erste englischsprachige Zeitung Südafrikas. Der Gouverneur der Kolonie Südafrika, Lord Charles Somerset, unterdrückte die Zeitung wegen der kritischen Berichterstattung und ließ die Akademie schließen, so dass Pringle im Herbst 1830 Südafrika mit Schulden verlassen musste.
Obgleich Pringle nur zehn Jahre in Südafrika lebte, gilt er als Vater der südafrikanischen Literatur, der erste erfolgreiche englischsprachige Dichter und Autor, der südafrikanische Landschaften, Bevölkerung und deren Lebensumstände beschrieben hatte. Zur Erinnerung an Thomas Pringle vergibt die English Academy of Southern Africa jährlich den Thomas Pringle Award.
Seine Rückkehr nach Europa war auch eine Reise zu seinen familiären und geistlichen Wurzeln. Danach wurde Pringle für die britische Anti-Slavery-Society (deutsch: Gesellschaft gegen Sklaverei) als Sekretär tätig.
Ab 1829 setzte sich Pringle für die in England freigekommene Sklavin aus Antigua Mary Prince ein und stellte sie in seinem Haushalt ein. 1831 gab er ihre Geschichte heraus und fügte dabei die Erzählung des Sklaven Louis Asa-Asa an. Im Nachgang ging er gegen den Sklavereibefürworter Thomas Cadell am 21. Februar 1833 wegen Verleumdung vor Gericht und gewann, so dass dieser ihm 160 Pfund Schadenersatz zahlen musste.
In seinem letzten Lebensjahr konnte er am 15. Juni 1834 die Umsetzung des Verbots des Sklavenhandels im britischen Reich bekanntgeben.

## Schriften (Auswahl)
- Narrative of A Residence in South Africa. General Books, Memphis, Tenn. 2010, ISBN 978-0-217-26131-9 (Nachdruck der zweibändigen Ausgabe Brentwood, 1834).
- Pangola: An African Tale. 1831.
- Afar in the Desert, (poem).